# Tangara vassorii
La tangara azulinegra (en Ecuador)  (Tangara vassorii), también denominada tángara o tangará negriazul (en Colombia), tangara azul y negra (en Perú), tángara piquerón (en Venezuela) o azulejo azul y negra (en Colombia), es una especie de ave paseriforme de la familia Thraupidae, perteneciente al  numeroso género Tangara. Algunos autores sostienen que la subespecie T. vassorii atrocoerulea se trata de una especie separada. Es nativa de regiones andinas del noroeste y oeste de América del Sur.

## Distribución y hábitat
Se distribuye a lo largo de la cordillera de los Andes, desde el noroeste de Venezuela (Trujillo), por las tres cadenas de Colombia, este de Ecuador, hasta el norte y centro de Perú. La subespecie atrocoerulea se distribuye por los Andes del sur de Perú (desde Huánuco), hasta el oeste de Bolivia (Santa Cruz).
Esta especie es considerada en general común en sus hábitats naturales: las selvas húmedas de alta montaña y arbustales adyacentes, entre los 2000 y 3400 m de altitud.

## Descripción
Mide en promedio 14 cm de longitud total. En la cabeza, los hombros y la parte superior del cuerpo y bajo las alas, el plumaje es azul cobalto profundo; las alas y la cola son negras. Patas y pico negros. La hembra presenta las partes inferiores de color gris ceniza.

## Comportamiento
En pareja o en grupos de hasta seis individuos y a menudo en bandas mixtas con otras especies van a los árboles frutales, saltan y aletean, se colocan cabeza abajo unas cuantas veces y luego vuelan. Se alimenta de frutos e insectos.

## Sistemática

### Descripción original
La especie T. vassorii fue descrita por primera vez por el ornitólogo francés Auguste Boissonneau en 1840 bajo el nombre científico Tanagra vassorii; su localidad tipo es: «Santa Fe de Bogotá, Colombia».

### Etimología
El nombre genérico femenino Tangara deriva de la palabra en el idioma tupí «tangará», que significa «bailarín» y era utilizado originalmente para designar una variedad de aves de colorido brillante; y el nombre de la especie «vassorii» conmemora al colector francés en Colombia M. Vassor (fl. 1840).

### Taxonomía
Los amplios estudios filogenéticos recientes demuestran que la presente especie es pariente próxima de un clado integrado por Tangara nigroviridis y T. fucosa + T. dowii.
Las clasificaciones Aves del Mundo (HBW) y Birdlife International (BLI) consideran a la subespecie T. vassorii atrocoerulea como una especie separada, la tangara azulinegra moteada Tangara atrocoerulea, con base en significativas diferencias de plumaje. Esta separación no es seguida todavía por otras clasificaciones.

### Subespecies
Según las clasificaciones del Congreso Ornitológico Internacional (IOC) y Clements Checklist/eBird v.2019 se reconocen tres subespecies, con su correspondiente distribución geográfica:
- Grupo politípico vassorii/branickii:
  - Tangara vassorii vassorii (Boissonneau), 1840 – Andes de Colombia al noroeste de Venezuela, Ecuador y noroeste de Perú.
  - Tangara vassorii branickii (Taczanowski), 1882 – Andes del norte y centro de Perú.

- Grupo monotípico atrocoerulea:
  - Tangara vassorii atrocoerulea (Tschudi), 1844 – Andes del sur de Perú (Huánuco) al oeste de Bolivia.